# Nedraby socken
Nedraby socken var en socken  i Ingelstads härad i nuvarande Tomelilla kommun. Socknen uppgick 1635 i Övraby socken.
Nedraby kyrkoruin är resterna av församlingskyrkan.

## Administrativ historik
Socknen/församlingen har medeltida ursprung och uppgick 1635 i Övraby socken.
Före 1580 ingick församlingen i Stora Köpinge pastorat för att därefter utgöra ett eget.